# محاصره عکا (۱۱۰۳)
محاصره عکا (انگلیسی: Siege of Acre)، محاصره‌ای بود که در بهار ۱۱۰۳ (۶ آوریل - ۱۶ مه) میان نیروهای صلیبیون به رهبری بالدوین یکم پادشاه جدید اورشلیم و نیروهای مدافع شهر عکا صورت گرفت که در نهایت با پیروزی نیروهای فاطمیان و عقب‌نشینی نیروهای صلیبی به پایان رسید.